# 约瑟夫·马丁·克劳斯
约瑟夫·马丁·克劳斯（德語：Joseph Martin Kraus；1756年6月20日—1792年12月15日），德裔瑞典作曲家。早年在美因茨和埃尔福特等地学习，1777年应瑞典国王古斯塔夫三世之邀到瑞典宫廷工作。后曾在欧洲各地游历并结识格鲁克，海顿，莫扎特等人。克劳斯被誉为“瑞典的莫扎特”，其作品风格有与莫扎特近似之处，但感情色彩更为丰富，织体较为丰满充实。近年来他的音乐作品正得到广泛的复兴。

## 外部連結
- 约瑟夫·马丁·克劳斯的免费乐谱，由国际乐谱典藏计划提供